# Brachysaura minor
Brachysaura minor är en ödleart som beskrevs av  Thomas Hardwicke och GRAY 1827. Brachysaura minor ingår i släktet Brachysaura och familjen agamer. IUCN kategoriserar arten globalt som otillräckligt studerad. Inga underarter finns listade.